# Selina Leem
 (décembre 2022).
Selina Leem est une militante pour le climat et poète originaire des îles Marshall.

## Biographie
Leem naît et grandit à Majuro, la capitale des îles Marshall. À seize ans, elle déménage en Allemagne pour ses études, puis intègre l'United World College Robert Bosch (en) à Fribourg, où elle étudie le réchauffement climatique. Elle y est encouragée par son grand-père, qui lui parle des conséquences de l'élévation du niveau de la mer sur son île natale.
Elle commence à militer pour l'écologie, estimant que les îles Marshall sont très vulnérables aux risques climatiques et que l'État n'a ni les moyens, ni l'expertise de s'adapter.
À dix-huit ans, elle est invitée à la Conférence de Paris de 2015 sur les changements climatiques par le ministre des affaires étrangères Tony deBrum, et elle y fait le discours de clôture. Elle est la plus jeune présentatrice de l'événement. Elle représente les îles Marshall dans le documentaire Avant le déluge en 2016.
Elle s'exprime à nouveau à la Conférence de Glasgow de 2021 sur les changements climatiques. Elle y loue les efforts de son gouvernement pour atteindre 100 % d'énergies renouvelables et prononce le discours d'ouverture du sommet,.